# Peter Stöger
Peter Stöger (Viena, 11 de abril de 1966) é um ex-futebolista profissional austríaco, meia aposentado. Disputou a Copa do Mundo FIFA de 1998.

## Jogador
Stöger começou sua carreira no Favoritner Wien e jogou 6 anos pelo Austria Wien de 1988 a 1994, conquistando a liga três anos seguidos. Depois de um ano no Tirol Innsbruck, ele se juntou ao Rapid Wien em 1995 e ganhou um título de liga com eles. Ele também jogou na final da Taça dos Vencedoras da UEFA de 1996 contra PSG em Bruxelas, que o Rapid Wien perdeu. Ele voltou para a Áustria depois de um ano no LASK Linz e terminou sua carreira aos 38 anos com SC Untersiebenbrunn. 

## Carreira Internacional
Ele fez sua estreia na Áustria em fevereiro de 1988 contra a Suíça, perdeu a Copa do Mundo FIFA de 1990, mas participou da Copa do Mundo FIFA de 1998. Fez 65 jogos pela seleção, marcando 15 gols. Seu último jogo internacional foi um amistoso de março de 1999, também contra a Suíça.

## Treinador

### Áustria
Stöger, juntamente com Frenkie Schinkels, tornou-se gerente do Áustria Wien em 6 de maio de 2005 e estava programado para encerrar seu papel no final da temporada. No entanto, Stöger continuou no cargo até dezembro de 2005. Stöger finalmente se mudou para o First Vienna FC, Grazer AK e SC Wiener Neustadt. Stöger voltou a treinar o Austria Wien em 30 de maio de 2012, ficou por um ano e conquistou o campeonato austríaco com um número recorde de pontos, apesar de o Red Bull Salzburg ainda investir muito mais dinheiro.

### Köln
Stöger e seu empresário, Manfred Schmid, foram comprados para fora de seus contratos por €700,000 e um amistoso, e assim começaram no 1. FC Köln em 11 de junho de 2013. As Cabras melhoraram sob a posse de Stöger continuamente. De 33 pontos no primeiro semestre na segunda liga para 35 na segunda metade seguida de promoção. A próxima metade no topo do alemão terminou com 19 pontos, seguido por 22 pontos. A primeira metade de 2015/16 terminou com 24 pontos. Em janeiro de 2016, Stöger e Manfred Schmid deixaram seu contrato ser prorrogado até 2020, incluindo uma cláusula de buy-out. A segunda metade da temporada foi pior, com 19 pontos, mas o Köln terminou em uma classificação de um único dígito pela primeira vez em 24 anos. Na temporada 2016/17, o Köln chegou a 26 e 23 pontos, e esteve no final de sorte do congestionamento dos lugares que trouxeram o futebol internacional de volta à cidade após 25 anos. O clube terminou em 5º e qualificou-se para a Liga Europa. Na temporada 2017/18, o pobre começo de Köln igualou o pior início da temporada da Bundesliga, com apenas dois pontos das 13 partidas de abertura. Foi o período mais pobre no tempo de Stöger no Köln. Ele foi demitido em 3 de dezembro de 2017.

### Borussia Dortmund
Em 10 de dezembro de 2017, Stöger foi anunciado como sucessor de Peter Bosz como técnico do Borussia Dortmund

## Títulos
- Campeonato Austríaco (4): 1991, 1992, 1993, 1996
- Copa da Áustria (3): 1990, 1992, 1994